# Gitaskog
Gitaskog ili Tatoskok je indijanska rogata zmija kod Indijanaca Abenaki, Penobscot, uobičajena u legendama većine algonkvinskih plemena. Za Gitaskog se kaže da vreba u jezerima i jede ljude. Sva njegova imena varijante su značenja "velika zmija". Ostale varijante imena su: Gtaskog, Kitaskog, Kita-skog, Keeta-skog, Gitaskog, Giciskog, Gichi-skog, Gitaskogak (oblik množine). Ostala imena za nju su Msaskog, Msa-skog, Tatoskog, Pita-skog, Peeta-skog, Peetaskog